# 福岡県道583号上高橋野町線
福岡県道583号上高橋野町線（ふくおかけんどう583ごう かみたかはしのまちせん）は、福岡県三井郡大刀洗町から朝倉郡筑前町に至る一般県道である。

## 概要
三井郡大刀洗町大字上高橋から朝倉郡筑前町原地蔵に至る。

### 路線データ
- 起点：福岡県三井郡大刀洗町大字上高橋（国道322号交点）
- 終点：福岡県朝倉郡筑前町原地蔵（原地蔵交差点、国道500号交点、福岡県道594号女男石野町線終点）

## 路線状況

### 道路施設

#### 橋梁
- 沖牟田橋（三井郡大刀洗町）
- 城ノ前橋（鵜木川、三井郡大刀洗町）
- 山隈橋（三井郡大刀洗町）

## 地理

### 通過する自治体
- 三井郡大刀洗町
- 朝倉郡筑前町

### 交差する道路
| 交差する道路                            | 市町村名 | 市町村名 | 交差する場所 | 交差する場所        |
| --------------------------------------- | -------- | -------- | ------------ | ------------------- |
| 国道322号                               | 三井郡   | 大刀洗町 | 大字上高橋   | 起点                |
| 福岡県道509号塔ノ瀬十文字小郡線         | 三井郡   | 大刀洗町 | 大字高樋     |                     |
| 福岡県道・佐賀県道132号本郷基山停車場線 | 三井郡   | 大刀洗町 | 大字山隈     |                     |
| 国道500号 福岡県道594号女男石野町線     | 朝倉郡   | 筑前町   | 原地蔵       | 原地蔵交差点 / 終点 |

### 沿線
- 大刀洗町立大刀洗小学校
- 大刀洗公園